# Smile from the Streets You Hold
Smile from the Streets You Hold este cel de-al doilea album solo al chitaristului american John Frusciante.